# Rhodopygia geijskesi
Rhodopygia geijskesi is een libellensoort uit de familie van de korenbouten (Libellulidae), onderorde echte libellen (Anisoptera).
De wetenschappelijke naam Rhodopygia geijskesi is voor het eerst geldig gepubliceerd in 1964 door Belle.